# Boordwerktuigkundige

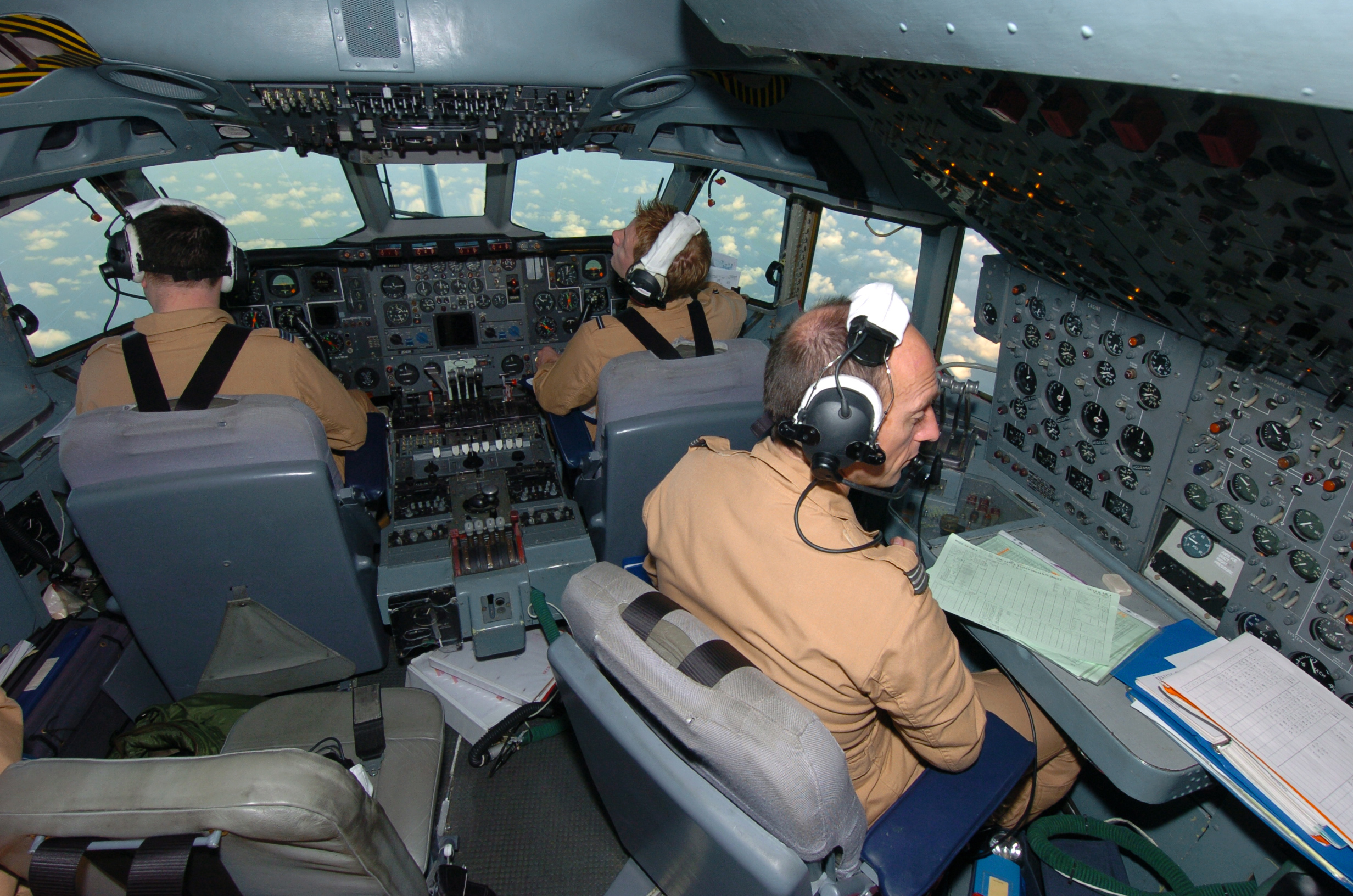
Cockpit van een Vickers VC-10 RAF-tanker met rechts de boordwerktuigkundige

Een boordwerktuigkundige (BWK) is aan boord van een vliegtuig of luchtschip de persoon die verantwoordelijk is voor het correct functioneren van alle technische systemen. Tegenwoordig hebben alleen de oudere types vliegtuigen nog een boordwerktuigkundige: in moderne types is de cockpit dermate ver geautomatiseerd, dat de taak van de boordwerktuigkundige is overgenomen door computersystemen zoals ECAM of EICAS.
In vliegtuigtypes waar nog een boordwerktuigkundige meevliegt is deze de derde persoon van de cockpitbemanning, na de gezagvoerder en de copiloot. De gebruikelijke plek in de cockpit is achter de beide piloten. Zijn stoel is draaibaar zodat hij zich afhankelijk van de situatie kan richten op een zijpaneel, waarop de toestand en het functioneren van vrijwel alle systemen aan boord is af te lezen, of naar voren op de motor instrumenten en gashendels.
De taak van de boordwerktuigkundige bestaat uit het vóór de vlucht volledig controleren van de technische staat van alle systemen, waaronder het luchtdruksysteem, het brandstofsysteem, de motoren, het landingsgestel, het hydraulische systeem, het elektrische systeem en de navigatie- en communicatieapparatuur. Ook tijdens de vlucht houdt hij alle systemen in de gaten, lokaliseert en verhelpt zo mogelijk storingen, en adviseert de piloten in geval van nood.

## Trivia
- In jargon werd de boordwerktuigkundige soms ook wel meccano genoemd.
- Slechts vier Nederlandse BWK's hebben, in dienst van de KLM, meer dan 25.000 vlieguren gemaakt. Dit waren G.E.P. Alsem, B.J.G. Altena, G.A. Enzerink en P.H. Vandergucht. Zij hebben hiervoor de Gouden Speld met drie Briljanten voor 25.000 vlieguren uitgereikt gekregen.
- Op 1 maart 2008 landde op Schiphol voor de laatste keer een in Nederland geregistreerde Boeing 747-200F. Hiermee was dit de laatste keer dat er een boordwerktuigkundige in civiele Nederlandse dienst in de cockpit meevloog.